# ウィリアム・ラーンド
ウィリアム・ラーンド（William Larned, 1872年12月30日 - 1926年12月16日）は、アメリカ・ニュージャージー州サミット出身の男子テニス選手。フルネームは William Augustus Larned （ウィリアム・オーガスタス・ラーンド）という。「ビル・ラーンド」（Bill Larned）とも呼ばれる。コーネル大学卒業。右利きで、体格は身長180cm、体重77kg。
全米選手権男子シングルス優勝7回は現在も大会歴代1位タイ記録。グランドスラム優勝7回は1925年にビル・チルデンに抜かれるまでは歴代1位タイ記録だった。アメリカ人のテニス選手として、最も早くウィンブルドン選手権に遠征した選手の1人でもあり、1896年と1905年の2度ウィンブルドンに出場した。1900年から始まった男子テニス国別対抗戦「デビスカップ」においても、黎明期のアメリカ・チームをリードした。彼のテニスは、サイドラインぎりぎりに決める正確なグラウンド・ストロークを中心に、攻撃的なオールラウンド・プレーを得意にした。

## 経歴
ラーンドは1891年から全米選手権に出場し始め、1892年に初めて男子シングルスの「チャレンジ・ラウンド」（挑戦者決定戦）に進出した。初期の全米選手権は、「チャレンジ・ラウンド」から「オールカマーズ・ファイナル」（大会前年優勝者とチャレンジ・ラウンド勝者で優勝を争う）への流れで優勝者を決定した。ラーンドは最初のチャレンジ・ラウンド決勝でフレッド・ホビーに敗れ、大会前年優勝者オリバー・キャンベルへの挑戦権を逃した。1894年から1896年まで、彼は3年連続でチャレンジ・ラウンド決勝の壁にぶつかる。1896年にウィンブルドン選手権に初遠征し、男子シングルスのベスト8に入った。最初のウィンブルドン準々決勝で、ラーンドはハーバート・バデリーに 6-3, 6-3, 4-6, 4-6, 3-6 の逆転負けを喫した。イギリス人以外の選手がウィンブルドンの男子シングルスで8強以上に進んだのは、1885年のジェームズ・ドワイト（アメリカ、ベスト4入り）、1890年のディーン・ミラー（アメリカ）に続く3人目の快挙であった。
1898年に起きた米西戦争で、ラーンドはセオドア・ルーズベルト（後のアメリカ第26代大統領）が結成した志願兵組織「ラフ・ライダーズ」（Rough Riders）の一員としてキューバに赴いた。テニス選手では、全米選手権で1893年・1894年・1896年・1897年に4勝を挙げたロバート・レンも「ラフ・ライダーズ」に参加した。ラーンドはその従軍期間中にリウマチ熱に感染し、これが彼の後の人生に暗い影を落とすことになる。
米西戦争から帰還した2年後、ラーンドは1900年の全米選手権で「チャレンジ・ラウンド」の勝者となり、9度目の挑戦で初めて「オールカマーズ・ファイナル」に勝ち進んだ。4年ぶり5度目のチャレンジ・ラウンド決勝で、ラーンドはジョージ・レン（ロバート・レンの弟）に勝ち、大会前年優勝者マルコム・ホイットマンへの挑戦権を得たが、初進出のオールカマーズ・ファイナルではホイットマンに 4-6, 6-1, 2-6, 2-6 で敗れて準優勝になった。1901年の全米選手権は、前年度優勝者ホイットマンの大会不参加により「オールカマーズ・ファイナル」がなくなり、チャレンジ・ラウンド決勝の結果が優勝記録表に記載された。（大会前年優勝者は自動的にオールカマーズ・ファイナルに出場できた点が、現在のシステムとの相違点である。）1901年のチャレンジ・ラウンド決勝で、ラーンドはビールズ・ライトを 6-2, 6-8, 6-4, 6-4 で破り、28歳で初優勝を果たした。
1902年のラーンドは、大会前年優勝者としてチャレンジ・ラウンド勝者を待つ立場になったが、ここでイギリスの強豪選手レジナルド・ドハティー（兄弟テニス選手の兄）が勝ち上がってきた。ラーンドはレジナルドを 4-6, 6-2, 6-4, 8-6 で破り、この年はタイトルを防衛したが、1903年のチャレンジ・ラウンド勝者となったローレンス・ドハティー（レジナルドの弟）には 0-6, 3-6, 8-10 で敗れ、大会3連覇を逃した。ローレンス・ドハティーは、全米選手権の男子シングルスで最初の外国人優勝者になる。それから5年後の1907年まで、ラーンドは全米選手権のタイトルを奪還できなかった。
男子テニス国別対抗戦「デビスカップ」は1900年から始まり、ウィリアム・ラーンドは第2回大会の1902年から1911年まで、黎明期のアメリカ・チームの一員として活躍した。最初期のデビスカップは、アメリカとイギリスの2か国だけで争われ、ラーンドはデ杯で「ドハティー兄弟」と何度か顔を合わせた。1905年から、デビスカップ参加国にフランス・ベルギー・オーストラレーシア（当時のチーム名、オーストラリアとニュージーランドの連合チーム）が加わり、ラーンドは初めてイギリス人以外の外国選手と対戦する機会を得た。1905年の対オーストラレーシア戦で、ラーンドはノーマン・ブルックスとアンソニー・ワイルディングの両選手にストレート勝ちを収めた。それから現役引退までの間、彼はイギリス人以外の外国選手と対戦する機会は非常に少なかった。
1905年、ラーンドは9年ぶり2度目のウィンブルドン選手権に遠征した。シングルスでは準々決勝でシドニー・スミスに敗れ、1896年の初出場と同じ成績だった。この大会では同じアメリカのウィリアム・クローシャーと男子ダブルスのペアを組み、準決勝まで勝ち進んでいる。ラーンドとクローシャーは、男子ダブルス準決勝でオーストラリアペアのノーマン・ブルックス＆アルフレッド・ダンロップ組に 4-6, 0-6, 6-2, 1-6 で敗退した。ウィンブルドン選手権に引き続いて、ロンドン市内でデビスカップが開かれ、ラーンドは対オーストラレーシア戦でブルックスに雪辱を果たすが、イギリスとの決勝戦ではシドニー・スミスとローレンス・ドハティーに完敗してしまう。
1907年の全米選手権で、ラーンドは5年ぶりに男子シングルスのタイトルを奪回した。大会前年優勝者ウィリアム・クローシャーの不参加により、チャレンジ・ラウンド決勝で優勝を争い、ラーンドはロバート・ルロイを破って5年ぶり3度目の優勝を果たす。それから彼は1911年までオールカマーズ・ファイナルで勝ち続け、大会5連覇を達成した。彼の前に倒れたチャレンジ・ラウンド勝者は、1908年はビールズ・ライト、1909年はクローシャー、1910年はトーマス・バンディ、1911年はモーリス・マクローリンであった。マクローリンを 6-4, 6-4, 6-2 で破った1911年の優勝により、ラーンドは全米選手権通算7勝目と「38歳」の男子シングルスの最年長優勝記録を樹立した。全米選手権男子シングルス「7勝」は、リチャード・シアーズ（同選手権の初代優勝者、第1回-第7回大会を連覇）とビル・チルデン（1920年-1925年に大会6連覇、1929年に最後の優勝）と並ぶ大会歴代1位タイ記録となった。なお、男子シングルスでは1911年大会を最後にチャレンジ・ラウンドとオールカマーズ・ファイナルが廃止され、ラーンド引退後の1912年から、すべての選手が1回戦からトーナメントを行う現行の方式に改められた。（女子シングルスでは、男子に7年遅れて1919年に旧方式が廃止された。）
1911年のデビスカップ決勝戦は、年末年始をまたいで1912年1月1日-3日に行われた。ラーンドはシングルス第2試合で「オーストラレーシア」代表選手のロドニー・ヒース（第1回全豪選手権男子シングルス優勝者）に 6-2, 1-6, 5-7, 2-6 で敗れ、アメリカ・チームもオーストラレーシアに4戦全敗を喫した。1898年の米西戦争従軍時に感染したリウマチ熱の症状があらわれ、彼はこのデビスカップ戦敗退を最後に39歳で現役引退を余儀なくされた。
競技テニスからの引退後、ラーンドは1922年に鉄製フレームのテニスラケットを発明し、ラケットの販売会社を設立した。リウマチ熱の症状はさらに悪化し、最後は脊髄膜炎で体が麻痺しはじめた。病状悪化に絶望した彼は、54歳の誕生日を迎える2週間前の1926年12月16日にニューヨークの自宅でピストル自殺した。1954年に国際テニス殿堂が設立され、ウィリアム・ラーンドは1956年に第2回の殿堂入りを果たしている。彼は全米選手権出場「19回」の記録も打ち立てたが、後にジミー・コナーズが1970年から1992年までの間に「22回」の最多出場記録を樹立し、ラーンドの記録を80年ぶりに更新した。

## 主な成績
- 全米選手権　男子シングルス：7勝（1901年・1902年・1907年-1911年）　［大会歴代1位タイ］
- ウィンブルドン選手権　男子シングルス・ベスト8：1896年、1905年／男子ダブルス・ベスト4：1905年